# 서돌궐
서돌궐 카간국(중국어: 西突厥) 또는 오노크 카간국(고대 튀르크어: 𐰆𐰣:𐰸:𐰉𐰆𐰑𐰣 On oq budun, '10개의 화살 부족')은 중앙아시아와 동유럽 남부까지 세력을 떨쳤던 튀르크계 카간국으로, 돌궐 제1제국이 동서로 분열된 이후 7세기 초에 일어난 내전(593~603)의 결과로 형성되었다. 서돌궐은 여러 부족들이 모여 이루어진 연맹체의 성격을 띠고 있었다. 그들 스스로는 '10개의 화살'이라는 뜻의 '오노크(On oq)'라고 불렀으며, 중국 사료에서도 서돌궐이 10부족을 거느리고 있다는 기록이 확인된다. 
카간국의 수도는 오늘날 키르기스스탄 비슈케크의 동쪽 추 강 계곡 동안에 위치한 나베카트와 수야브였다. 통 야브구 카간 시기의 수도는 타슈켄트였다.
서돌궐은 657년경 당나라에 의해 정복되었고, 742년에 해체되기 전까지 속국으로서 계속 남아있었다. 서돌궐 해체 이후에는 튀르게시와 하자르가 각각 새로운 패권국으로 떠올랐다.

## 개요
돌궐제국이 서, 동으로 분열하고 나서, 돌궐제국의 가한이 중앙아시아를 중심으로 Onoq(서돌궐제국)을 건국하고 실크로드를 통치하며 막강한 세력을 사방에 떨쳤다.
돌궐이 부흥하고 나서  토문가한(土門可汗)의 아우 실점밀(室點密)이 중앙아시아에서부터 철륵의 각 부족들과 카를룩(葛邏祿), 바스밀(拔悉密) 등 여러 부족을 통합시킨다. 토문가한의 아우 실점밀은 먼저 파사(波斯, 페르시아)와 연합하여 에프탈을 공격하였고 이후 또 동로마의 비잔틴과 결맹하여, 페르시아를 공격한다.
583년, 수나라의 이간책으로 돌궐제국이 서돌궐제국과 동돌궐제국으로 분열했다. 중앙아시아 세력을 서돌궐제국이라고 부른다. 나중에 서돌궐제국은 돌궐족들을 통합하여 돌궐 제2 카간국을 건국하였다. 동돌궐이 멸망하고 630~680년 사이에도 카를룩은 독자적인 부족 단위로 존재하였다. 716년 빌게 카간은 그의 동생 퀼 테긴에 의해 새 하칸으로 옹립되었다. 퀼 테긴은 좌현왕(左賢王)의 위치에서 돌궐 군대의 새로운 편성과 정비, 강화라는 핵심적인 역할을 맡았다. 두 정권의 야브구직에 있었으면서도 빌게 카간의 장인(丈人)인 관계로, 혁명의 와중에서 생존한 톤유쿡에게는 종전처럼 국가 의회 의장직이 주어졌다. 빌게 카간, 퀼 테긴의 통치 아래에서 취약해진 돌궐 제국의 정치적, 경제적 기반을 강화하려는 노력이 배가되었다.
그러다 당나라가 중국을 재통일하고 동돌궐(630년), 토욕혼(634~635년), 타림 분지의 도시국가들, 그리고 서돌궐과 연합한 고창 왕국(639년)을 공격해 하나하나 복속시켰고, 서돌궐은 마침 카를륵의 반란에 시달리던 사이 당나라는 서돌궐에 652년, 653년, 657년 세 차례 서역 원정군을 보냈다. 결국 657년 당고종이 소정방, 임아상, 소사업 등을 시켜 보낸 원정군에 서돌궐의 수도 수야브가 함락당하고 마지막 왕 사발라가한은 생포당해 장안으로 압송당해 멸망했다.
장군 톤유쿡의 전략에 의해 돌궐군은 먼저 바스밀을 공격하여 베쉬발리그를 고립시켰다. 그런 다음 720년에 당나라에 대한 침공을 개시하였다. 칸수 전투에서의 승리의 여세를 몰아 베쉬발리그를 정복한 돌궐군은 감주(甘州), 원주(原州), 양주(涼州) 지역을 10여 차례 이상 공격하여 이 일대까지 장악했다. 722~723년간의 전투에서는 거란과 타타르족을 패퇴시켜 주변 위협을 제거하고 카를룩을 자신의 영토에서 축출하였다.

## 정치
서돌궐제국을 열 도시로 나누어 통치하여 10설(十設)이나 10성(十姓)이라고 불렸다. 각 도시마다 한 명의 수장(長)을 두고 서돌궐의 무기인 하나의 화살을 돌궐제국 가한으로부터 받았기 때문에 10전(十箭)이라고도 불렸다.  10설(十設) 도시는 쇄엽(碎葉)을 기준으로 동쪽의 다섯 도시를 돌륙(咄陸)과 서쪽의 다섯 노실필(弩失畢)로 나눠져있다. 각 돌륙의 수장은 철(啜)이라 불렸고 각 노실필의 수장은 사근(俟斤)이라 부른다. 동쪽의 다섯 도시인 돌륙은 처목곤률철(處木昆律啜), 호록거궐철(胡祿居闕啜), 섭사제돈철(攝舍提暾啜), 돌기시하라시철(突騎施賀邏施啜), 서니시처반철(鼠尼施處半啜)이라고 부르고 , 서쪽의 다섯 도시인 노실필은 아실결궐사근(阿悉結闕俟斤), 가서궐사근(哥舒闕俟斤), 발새간돈사발사근(拔塞幹暾沙鉢俟斤), 아실결니숙사근(阿悉結泥孰俟斤), 가서처반사근(哥舒處半俟斤)이라고 부른다.

## 역대 가한
돌궐족은 최고 지도자에게 카간(qaghan) 혹은 한자로 가한(可汗)이라는 명칭을 사용하였다. 서돌궐의 역대 카간은 다음과 같다.
1. 섭호가한(葉護可汗, 이스테미, 실점밀가한(室點蜜可汗), 시르지브로스, 디자브로스, 552년 - 575년)
2. 달두가한(達頭可汗, 575년 - 602년)
3. 이리가한(泥利可汗, 587년)
4. 이궐처라가한(泥厥處羅可汗, 603년 - 611년)
5. 사궤가한(射櫃可汗, 611년 - 619년)
6. 통엽호가한(統葉護可汗, 619년 - 628년)
7. 막하돌가한(莫賀咄可汗, 628년)
8. 사엽호가한(肆葉護可汗, 628년 - 632년)
9. 돌륙가한(咄陸可汗, 642년)
10. 을비사궤가한(乙毘射櫃可汗, 642년 - 651년)
11. 사발라가한(沙鉢羅可汗, 651년 - 657년)

## 같이 보기
- 돌궐
- 유연
- 동돌궐